# Janneyrias
Janneyrias est une commune française située dans le Haut-Rhône dauphinois du département de l'Isère en région Auvergne-Rhône-Alpes.
Adhérente à la communauté de communes Lyon-Saint-Exupéry en Dauphiné, la commune appartient à l'aire urbaine de Lyon et ses habitants sont appelés les Janneysiens.

## Géographie

### Localisation
Le territoire communal est situé dans le nord-est du département de l'Isère, en limite orientale du département du Rhône, à l'est de l'agglomération lyonnaise.

### Communes limitrophes
| Pusignan (Rhône)           | Villette-d'Anthon | Anthon              |
| Pusignan                   | Janneyrias        | Charvieu-Chavagneux |
| Colombier-Saugnieu (Rhône) |                   | Charvieu-Chavagneux |

### Géologie et relief
Le site est caractérisé par une morphologie collinaire péri-glaciaire sur sa plus grande partie.
Le point le plus haut de la commune est situé au lieu-dit Malatrait (287 m) et le plus bas est situé au lieu-dit la Pierre au nord-ouest du village.

### Hydrographie
Au lieu-dit la Pierre, d'anciennes carrières ont été converties en étangs de pêche. On y trouve brochets et carpes, et des black-bass ont été introduits.

### Climat
Pour des articles plus généraux, voir Climat d'Auvergne-Rhône-Alpes et Climat de l'Isère.
En 2010, le climat de la commune est de type climat océanique altéré, selon une étude du Centre national de la recherche scientifique s'appuyant sur une série de données couvrant la période 1971-2000. En 2020, Météo-France publie une typologie des climats de la France métropolitaine dans laquelle la commune est dans une zone de transition entre le climat semi-continental et le climat de montagne et est dans la région climatique Bourgogne, vallée de la Saône, caractérisée par un bon ensoleillement (1 900 h/an), un été chaud (18,5 °C), un air sec au printemps et en été et des vents faibles.
Pour la période 1971-2000, la température annuelle moyenne est de 11,7 °C, avec une amplitude thermique annuelle de 18,2 °C. Le cumul annuel moyen de précipitations est de 951 mm, avec 10,3 jours de précipitations en janvier et 7,1 jours en juillet. Pour la période 1991-2020, la température moyenne annuelle observée sur la station météorologique de Météo-France la plus proche, « Lyon-Saint-Exupery », sur la commune de Colombier-Saugnieu à 4 km à vol d'oiseau, est de 12,8 °C et le cumul annuel moyen de précipitations est de 862,5 mm,. Pour l'avenir, les paramètres climatiques de la commune estimés pour 2050 selon différents scénarios d'émission de gaz à effet de serre sont consultables sur un site dédié publié par Météo-France en novembre 2022.

## Urbanisme

### Typologie
Au 1er janvier 2024, Janneyrias est catégorisée bourg rural, selon la nouvelle grille communale de densité à sept niveaux définie par l'Insee en 2022.
Elle est située hors unité urbaine. Par ailleurs la commune fait partie de l'aire d'attraction de Lyon, dont elle est une commune de la couronne,. Cette aire, qui regroupe 397 communes, est catégorisée dans les aires de 700 000 habitants ou plus (hors Paris),.

### Occupation des sols
L'occupation des sols de la commune, telle qu'elle ressort de la base de données européenne d’occupation biophysique des sols Corine Land Cover (CLC), est marquée par l'importance des territoires agricoles (72,5 % en 2018), en diminution par rapport à 1990 (77,2 %). La répartition détaillée en 2018 est la suivante : 
terres arables (71,1 %), forêts (13,4 %), zones urbanisées (10,5 %), espaces verts artificialisés, non agricoles (2,9 %), prairies (1,4 %), zones industrielles ou commerciales et réseaux de communication (0,7 %). L'évolution de l’occupation des sols de la commune et de ses infrastructures peut être observée sur les différentes représentations cartographiques du territoire : la carte de Cassini (XVIIIe siècle), la carte d'état-major (1820-1866) et les cartes ou photos aériennes de l'IGN pour la période actuelle (1950 à aujourd'hui).

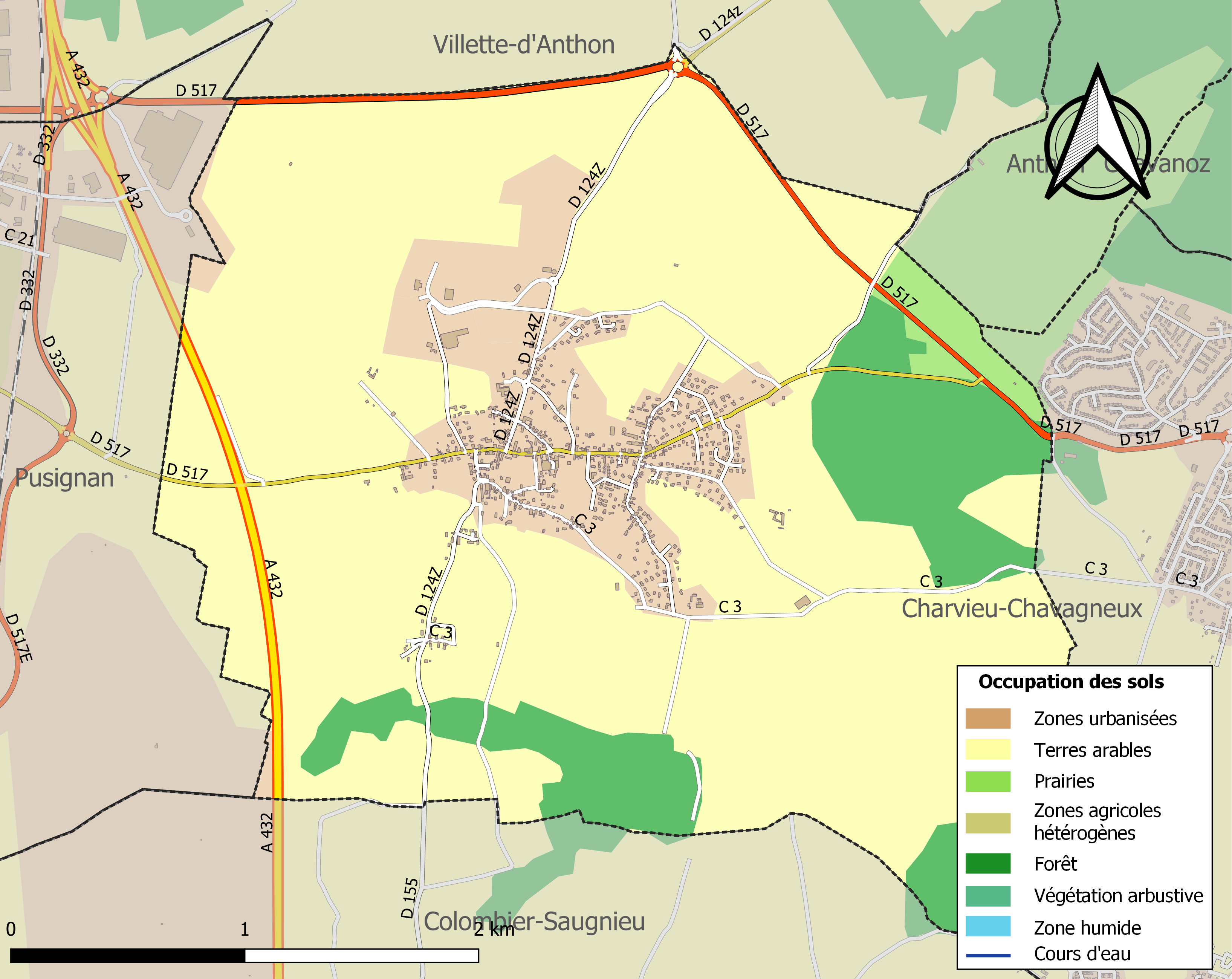
Carte des infrastructures et de l'occupation des sols de la commune en 2018 (CLC).

### Voies de communication et transports

#### Voies routières
Le village est traversé par l'ancienne route d'Italie, l'actuelle RD 517 A, tandis qu'une voie rapide, la RD 517 permet de le rejoindre, depuis 2013, depuis la sortie Meyzieu ZI de la Rocade Est de Lyon. L'autoroute à péage A432, connectée aux autoroutes A42 et A43, qui constitue le troisième contournement de l'agglomération lyonnaise, le dessert également.

#### Transports en commun
La commune est desservie par la ligne EXP-04 des autocars Transisère qui assure une navette jusqu'au terminus de la ligne 3 du tramway de Lyon à la station Meyzieu ZI dans un sens, et jusque Crémieu via Pont-de-Cheruy dans l'autre. La station Meyzieu - Les Panettes situé après ne dessert qu'un parking relais.
Jusqu'en 2015 c'était les lignes 1980 et EXP4, et précédemment la ligne 198, qui assuraient une navette jusqu'à la Gare de la Part-Dieu à Lyon.

#### Transport ferroviaire

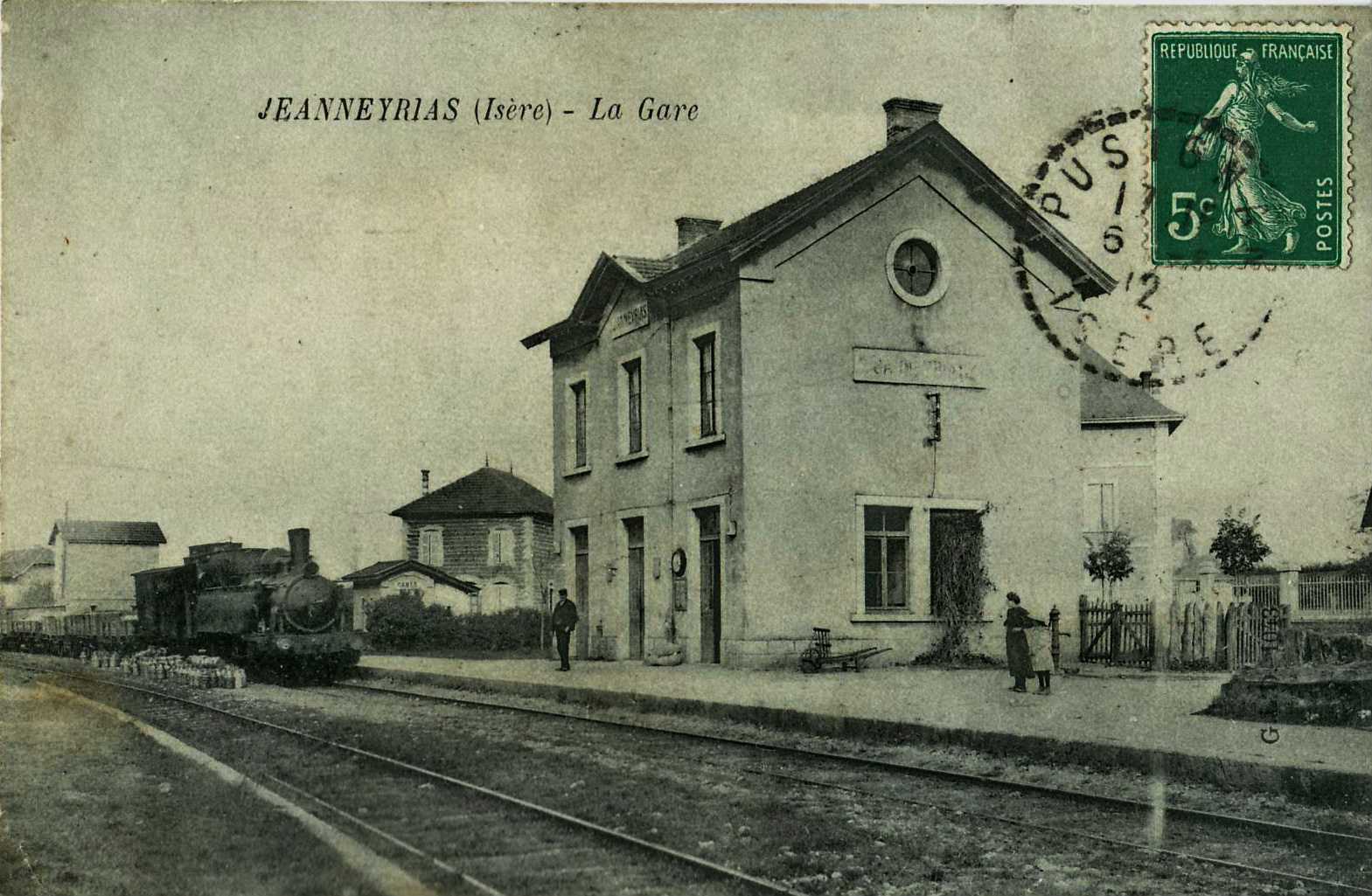
L'ancienne gare du Chemin de fer de l'Est de Lyon

Anciennement desservie par la ligne du chemin de fer de l'Est de Lyon, la commune ne possède plus aujourd'hui de liaison ferroviaire, notamment avec l'agglomération lyonnaise. La gare de Lyon-Saint-Exupéry TGV, située dans la commune de Colombier-Saugnieu, est la plus proche de Janneyrias.

#### Transport aérien
Les terminaux de l'aéroport Lyon-Saint-Exupéry sont situés à moins de quatre kilomètres du centre de Janneyrias.

### Risques naturels et technologiques

#### Risques sismiques
L'ensemble du territoire de la commune de Janneyrias est situé en zone de sismicité n°3 (sur une échelle de 1 à 5), comme la plupart des communes de son secteur géographique.
| Type de zone | Niveau            | Définitions (bâtiment à risque normal) |
| ------------ | ----------------- | -------------------------------------- |
| Zone 3       | Sismicité modérée | accélération = 1,1 m/s2                |

## Toponymie
Janneyrias dériverait du mot latin Generius, qui signifie gendre.
Une autre origine du nom de la commune serait une déformation du mot genêt, plante courante dans ses environs[réf. nécessaire]. En effet, en 1384, le village s'appelait Jannaie, pour se changer en Jannière vers 1406[réf. souhaitée].

## Histoire

### Antiquité
Avant la conquête romaine, le territoire de l'actuel Janneyrias était situé aux marches du territoire des Allobroges, un peuple gaulois évoqué pour la première fois dans le récit du Passage des Alpes par Hannibal en -218. L'Allobrogie fut conquise par l'Empire romain en -121. Une voie romaine part de Lyon en direction de l'est, on a trouvé des traces d'un fort romain à Pusignan et les romains ont construit un pont sur la Bourbre sur l'actuel Pont-de-Chéruy.
En 406, les Vandales, Suèves et Alains traversent et conquièrent la plus grande partie de la Gaule. Durant le siècle qui suivit, des peuples venus de l'Est comme les Ostrogoths, les Visigoths, les Burgondes, déferlent sur la Gaule, et les Sarrasins commencent également à se faire pressants au sud. Sidoine Apollinaire, un évêque de Lyon, indique que des Burgondes s'installèrent dans le Velin dans un territoire délimité par le Rhône, la Bourbre et l'Ozon.

### Moyen Âge

#### Haut Moyen Âge
Le territoire de la commune actuelle reviendra aux royaumes francs en 532. Après la fin de l'Empire carolingien en 843 il passera à la Francie médiane qui sera elle aussi divisée en 855, et la région fera alors partie du royaume de Provence et de Bourgogne Cisjurane sur lequel règne le roi Charles de Provence qui tient sa cour à Vienne (Isère) à moins de 40 kilomètres. Après sa mort en 863, le secteur de l'actuel Janneyrias fait probablement partie des quelques territoires qui revinrent à Lothaire II de Lotharingie. Antioche évangélise à l'époque l'est de Lyon et prêcha peut-être à Janneyrias. La Lotharingie sera, après la mort de Lothaire II en 869, intégrée au royaume de Charles II le Chauve que le pape Jean VIII sacrera empereur. En 880 le territoire de la commune fera partie du royaume de Boson de Provence puis de son successeur Louis III l'Aveugle. Au Xe siècle le nom du village est mentionné dans un document, c'est à l'époque Guiarrada. À partir de 934 la région revient au deuxième royaume de Bourgogne-Provence qui perdurera jusqu'en 1032. L'église de Saint-Ours à Janneyrias est mentionnée dans un document de 961. En 1032 la Succession de Bourgogne voit l'héritier institué par Rodolphe III de Bourgogne mort sans postérité, l'empereur germanique Conrad le Salique, s'opposer aux féodaux et aux prélats du Viennois, de Genève, de Bourgogne, de Maurienne et du Lyonnais menés par Eudes de Blois. Finalement la région sera rattachée aux Saint-Empire Romain Germanique dont l'État du Dauphiné sera une province située aux marches et jouissant d'une grande autonomie.

#### Bas Moyen Âge
Des registres du XIIe siècle mentionnent pour la première fois le Castrum de Malatrait, situé au croisement des routes, importantes à l"époque, allant de Lyon à Crémieu par Saint-Ours, Malatrait et Charvieu, et d'Anthon à Colombier. Des monnaies datant de 1050 à 1650 ont été découvertes sur ce site. D'après l'historien Guy Allard, il a existé deux maisons fortes, Malatrait et Uray ; le nom de Malatrait dérive de Mala Strata qui signifie « mauvaise route ». Un document de 1187 indique que Pierre de Malatrait habite la maison forte, qui est bordée par un cimetière et par la chapelle Saint-Grégoire.
De 1040 à 1349 les comtes d'Albon puis des dauphins du Viennois règne sur l'état du Dauphiné de Viennois dont fait partie Janneyrias, état qui sera en 1349 rattaché à la couronne de France. En 1315 sont octroyés les droits pour organiser, sur le territoire de la commune, une foire ; c'est la foire de la Saint-Jean. Marchands et cabaretiers se réunissaient autour de l'église pour vendre leurs marchandises. La route de Lyon traversait Saint-Ours près de la chapelle puis passait devant Malatrait et la chapelle Saint-Grégoire avec son cimetière. Cette route continuait vers Charvieu et la place du Constantin sur l'actuelle commune de Pont-de-Cheruy où un pont de bois traversait la Bourbre (appelée à l'époque Le Charrins). Le dauphin Jean II créa les foires du hameau de Saint-Ours, qui se tenaient sur la grand-place au pied de la chapelle, chaque le lendemain de Pâques et chaque lundi suivant la Saint-Jean. Les cabaretiers ambulants payaient en nature une pinte de vin et un gâteau, quant aux les marchands de linge ou d'ustensiles ils devait payer une redevance. Un marché aux bestiaux et aux volailles avait également lieu. En 1334 Hugues de Genève, un puissant seigneur, avait droit de mort et de mutilation sur les sujets condamnés à Janneyrias. En 1373 le seigneur de Malatrait se nomme Louis de Bressieu qui laissera l'image d'un homme équitable et sage.

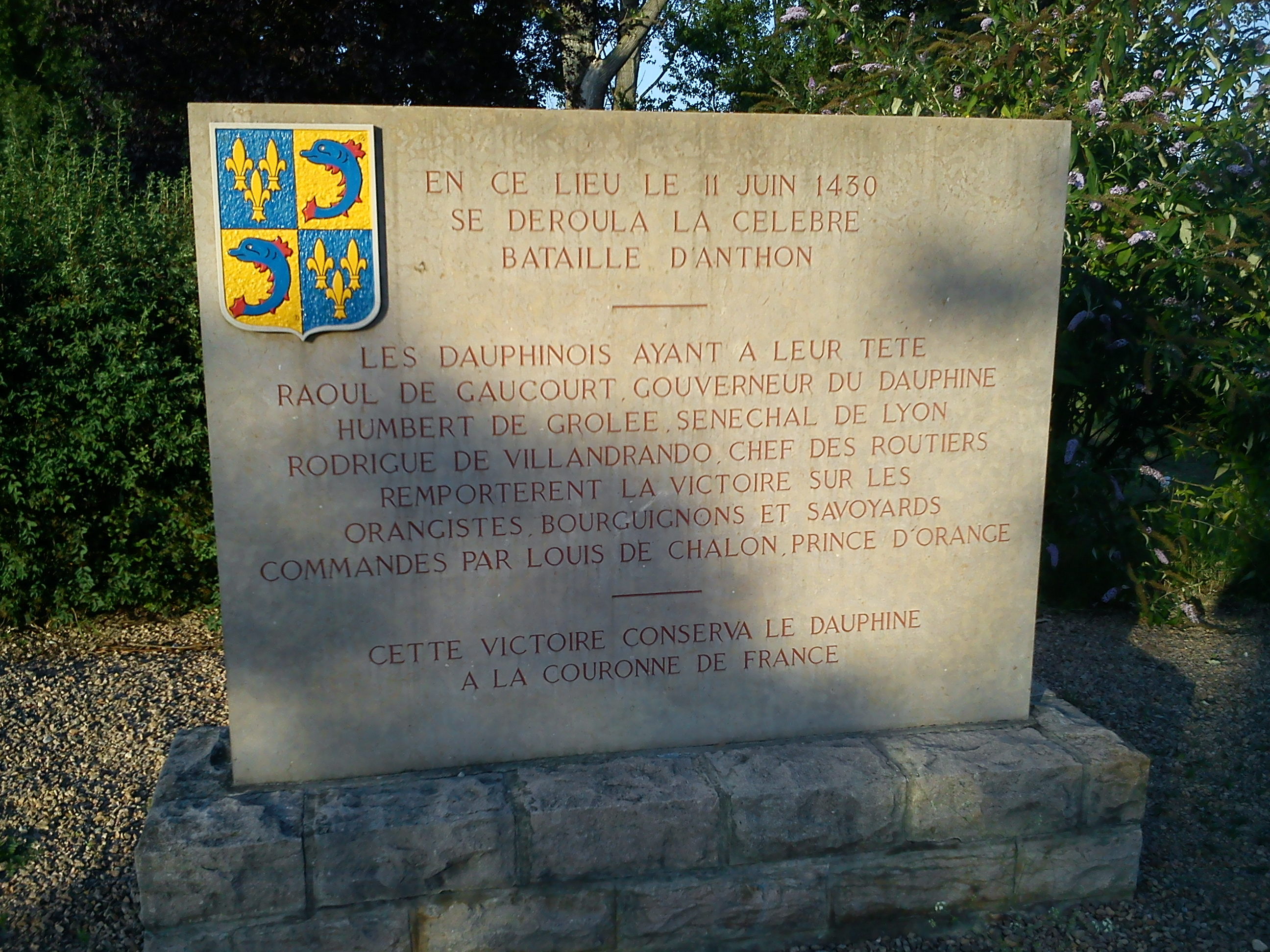
Le mémorial de la « bataille d’Anthon ».

Le Dauphiné est rattaché à la France en 1349. En 1384 le village prend le nom de Jannaie avant de devenir, vers 1406, Jannière. La peste dévasta la région et le village du quartier Saint-Pierre fut abandonné et reconstruit sur son emplacement actuel. En reconnaissance la population organisa pèlerinage pour honorer saint Roc, tous les ans, à l'église du même nom à Saugnieu, jusqu'en 1931. Le 11 juin 1430, durant la guerre de Cent Ans, se déroula la bataille dite Bataille d'Anthon, durant laquelle se joua le sort du Dauphiné, sur le territoire de l'actuelle commune de Janneyrias. Le résultat de la bataille fit que le Dauphiné resta français.

### Renaissance
En 1562 les troupes protestantes détruisent partiellement la chapelle de Malatrait. En 1652 elle menace de tomber en ruine.

### Époque moderne

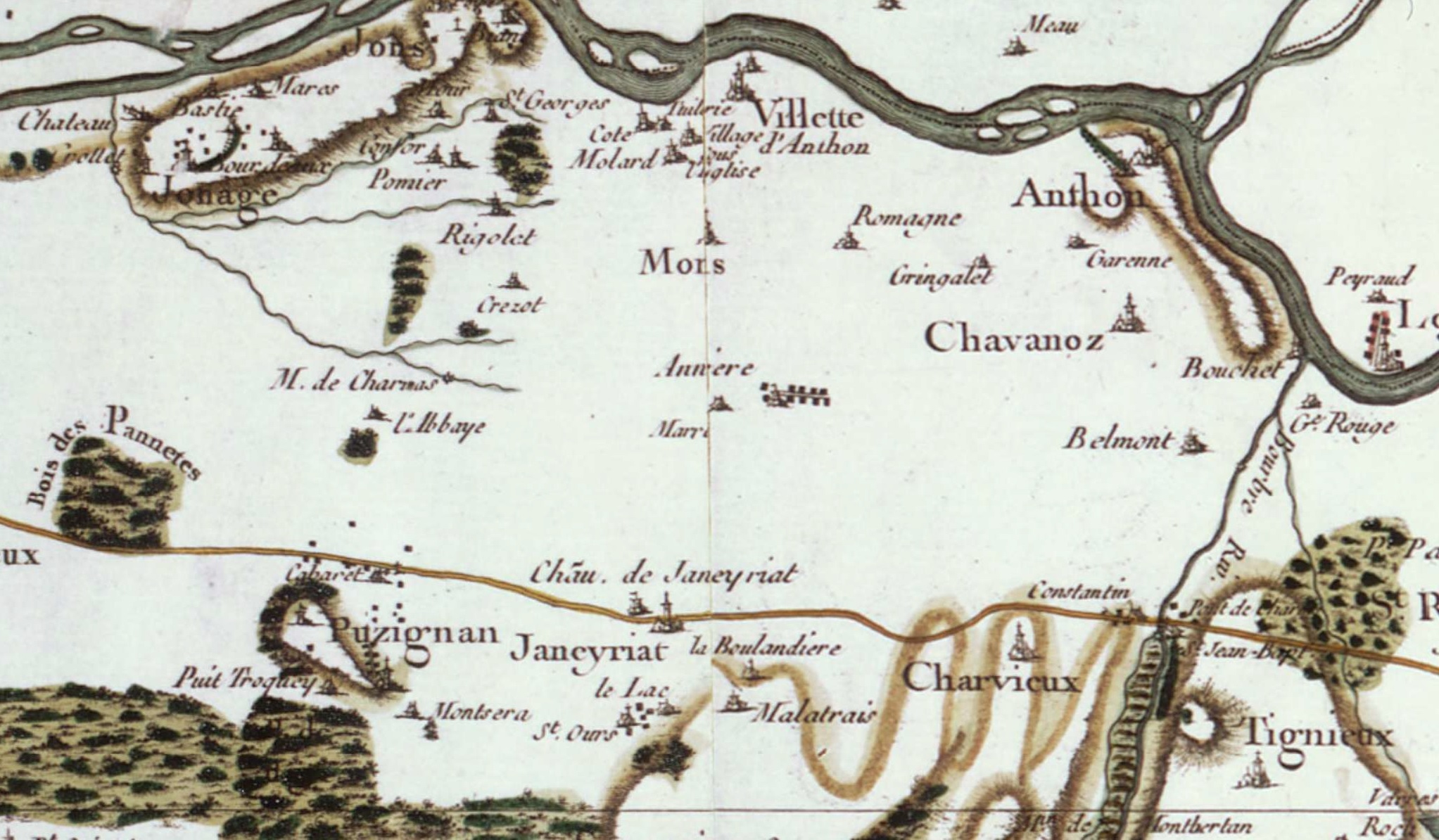
Janneyrias (Janeyriat)sur la Carte de Cassini : en évidence, le château de Janeyriat, la Boulandière et Malatrais.

Juste avant la Révolution française de 1789, Janneyrias est une seigneurie appartenant à la famille Gesse de Poisieux. Le seigneur était mort peu avant. Sa veuve avait fui pour Lyon à la suite des émeutes. Le curé avait fui. Les trois hameaux, Janeyriat, Malatrait et Saint-Ours, sont fusionnés pour créer la commune de « Janneyriat ». Un conseil général est formé par les citoyens les mieux lettrés et les plus populaires, et la commune - un concept issu de cette révolution - est placée sous la direction du premier maire de Janneyrias ; son nom est Laurent Riquoz. L'église est confisquée et transformée en secrétariat de mairie. On installe aussi un instituteur et un officier de santé dans d'autres bâtiments ayant appartenu à l'Église. Chaque fermier verse alors à la commune la totalité de sa récolte. Le conseil général les redistribue de manière égalitaire, les surplus étant acheminés aux Greniers d'Abondance à l’Hôpital de Grenoble. Tous les biens et une grande partie des terres de la veuve de l'ancien seigneur, Madeleine de Poisieux, sont ensuite confisqués. La commune compte alors 390 habitants.

### Époque contemporaine
Le bourg fut desservi par un chemin de fer secondaire, le chemin de fer de l'Est de Lyon, qui le reliait à Lyon, de 1881 à 1947. Le trafic fret perdura jusqu'en 1987.

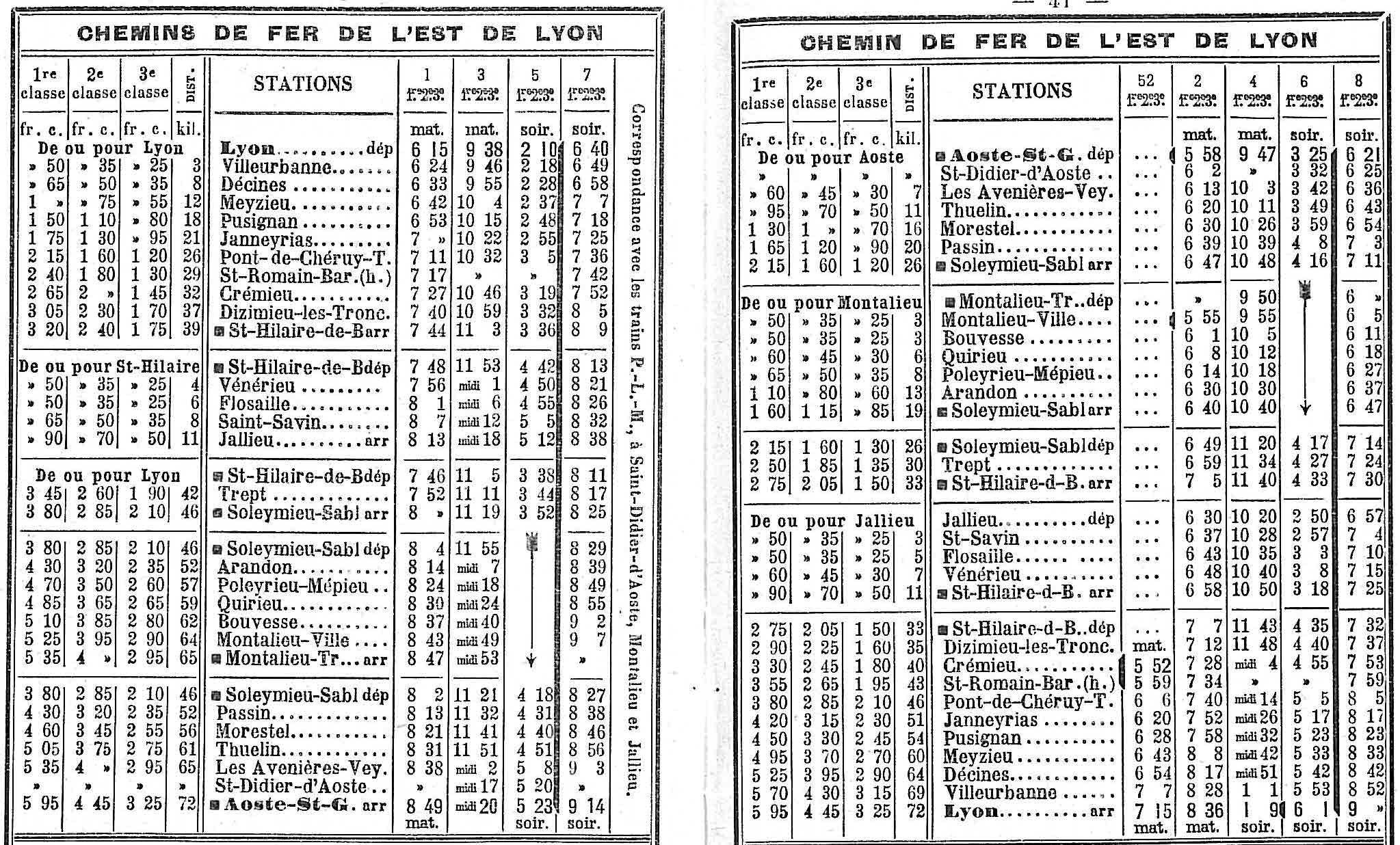
Les horaires de l'Est de Lyon en 1906.

#### Seconde Guerre mondiale
Le 31 août 1944, les Forces françaises de l'intérieur, des troupes du maquis savoyard ont poussé jusqu'à Pont-de-Chéruy. Elles y rejoignent les combattants de l'insurrection de Villeurbanne des jours précédents qui s'y sont repliés. Armés de 140 fusils et de deux fusils-mitrailleurs, ces deux troupes attaquent et tiennent en échec toute la journée, sur la route reliant Janneyrias à Pusignan, une colonne allemande de mille hommes, équipée de blindés légers et de canons antichars. C'est la bataille de Pusignan : Les FTP villeurbannais partent au matin de Janneyrias pour attaquer les hauteurs de Pusignan où les Allemands ont pris position. Les Allemands sont mieux équipés et les pertes des FTP sont lourdes. Dans l'après-midi le détachement de FFI de Chartreuse vient renforcer les attaquants. Un bombardement de l'aviation allemande, le soir à 17 heures, fait que les forces françaises se replient sur Pont-de-Chéruy. Dans le camp français, deux femmes ont pris part au combat. Durant la nuit les Allemands traversent le village sans s'arrêter. Le lendemain, 1er septembre, ses habitants peuvent entendre des coups de feu venant de Pont-de-Chéruy. Vers 14 heures les Allemands reviennent s'installer en ordre de bataille à Janneyrias. Les troupes américaines, qui progressaient, venant du sud, depuis le débarquement de Provence, au lieu d'arriver par Pont-de-Chéruy, font irruption par la route de Colombier-Saugnieu. Les Allemands sont supérieurs en nombre mais leur matériel est inadapté pour combattre les blindés américains. Les combattants allemands sont maîtrisés, ils perdent six des leurs, sans que les Alliés n'aient à déplorer la moindre perte. Les Allemands avaient mis le feu à leurs véhicules chargés de leurs réserves d'essence, d'explosifs et de munitions pour que les Alliés ne s'en emparent pas. Trois maisons sont partiellement détruites dans l'incendie, place de la Mairie. Suivent des opérations de nettoyage des maisons du village, qui conduisent à la capture de nombreux autres Allemands ; mais certains d'entre eux parviennent à s'échappent dans les bois. Lors de ces opérations, un jeune civil est légèrement blessé. Le lendemain la route de Lyon est ouverte aux Alliés.
Un webdoc et un film documentaire Janneyrias tourmentée, Janneyrias libérée ! ont été réalisés sur cet épisode historique de la commune, à l'initiative de l'association Mémoires Janneysiennes.

## Politique et administration

### Administration municipale
Le nombre d'habitants de la commune étant compris entre 500 et 1 500, le nombre de membres du conseil municipal devrait être de 15, mais — compte tenu vraisemblablement de départs non renouvelés en cours de mandat — il n'est que de 13 fin 2012.

### Liste des maires
| Période                                  | Période              | Identité           | Étiquette | Qualité     |
| ---------------------------------------- | -------------------- | ------------------ | --------- | ----------- |
| Les données manquantes sont à compléter. |                      |                    |           |             |
| 1930                                     | 1945                 | Pierre Crozat      | SE        | Agriculteur |
| 1983                                     | mai 2001             | Gerard Bianchi     | SE        | Retraité    |
| mars 2001                                | mai 2015 (démission) | Daniel Gimel       | DVD       | Retraité    |
| juin 2015                                | En cours             | Jean-Louis Turmaud | SE        | retraité    |

### Politique environnementale

#### Déchets
La municipalité pratique l'information sur le tri des déchets, et sur leur collecte par le Syndicat intercommunal à vocation multiple (SIVOM) dont c'est l'une des compétences. Par exemple, le site internet de la commune est utilisé dans ce but,.

#### Eau
Deux arrêtés interministériels ont été pris en décembre 2008 en application de la loi sur l'eau et les milieux aquatiques du 30 décembre 2006, concernant l'obligation de déclaration en mairie de puits, forages ou prises d'eau existants ou en projets ainsi que de la possibilité d'un contrôle de ceux-ci. La mairie utilise son site internet pour informer le public à ce sujet.

### Jumelages
Janneyrias n'est pas, au 15 décembre 2012, jumelée avec une autre commune.

## Population et société

### Démographie
L'évolution du nombre d'habitants est connue à travers les recensements de la population effectués dans la commune depuis 1793. Pour les communes de moins de 10 000 habitants, une enquête de recensement portant sur toute la population est réalisée tous les cinq ans, les populations de référence des années intermédiaires étant quant à elles estimées par interpolation ou extrapolation. Pour la commune, le premier recensement exhaustif entrant dans le cadre du nouveau dispositif a été réalisé en 2005.

En 2022, la commune comptait 1 911 habitants, en évolution de +6,4 % par rapport à 2016 (Isère : +3,07 %, France hors Mayotte : +2,11 %).
| 1793 | 1800 | 1806 | 1821 | 1831 | 1836 | 1841 | 1846 | 1851 |
| ---- | ---- | ---- | ---- | ---- | ---- | ---- | ---- | ---- |
| 351  | 387  | 401  | 422  | 501  | 509  | 518  | 518  | 602  |

| 1856 | 1861 | 1866 | 1872 | 1876 | 1881 | 1886 | 1891 | 1896 |
| ---- | ---- | ---- | ---- | ---- | ---- | ---- | ---- | ---- |
| 638  | 616  | 605  | 558  | 546  | 535  | 563  | 546  | 595  |

| 1901 | 1906 | 1911 | 1921 | 1926 | 1931 | 1936 | 1946 | 1954 |
| ---- | ---- | ---- | ---- | ---- | ---- | ---- | ---- | ---- |
| 610  | 603  | 534  | 512  | 502  | 445  | 465  | 435  | 553  |

| 1962 | 1968 | 1975 | 1982 | 1990  | 1999  | 2005  | 2006  | 2010  |
| ---- | ---- | ---- | ---- | ----- | ----- | ----- | ----- | ----- |
| 626  | 738  | 768  | 917  | 1 018 | 1 170 | 1 305 | 1 383 | 1 485 |

| 2015  | 2020  | 2022  | - | - | - | - | - | - |
| ----- | ----- | ----- | - | - | - | - | - | - |
| 1 734 | 1 815 | 1 911 | - | - | - | - | - | - |

### Enseignement
Rattachée à l'académie de Grenoble, Janneyrias comprend une école primaire qui dispose d'une cantine scolaire.

### Manifestations culturelles et festivités
Les traditions liées aux conscrits (bal, distribution de brioches) ont disparu dans les années 1990. Les "Classards" regroupant les personnes nées un nombre entier de dizaines d'années avant l'année en cours ont pris le relais, et chaque année organisent diverses festivités (repas, distribution de brioches).
La fête de la Musique a lieu tous les ans aux alentours du 21 juin, au parc municipal ou à la salle des fêtes.

### Santé
Une maison de santé regroupe plusieurs praticiens sur son site.

### Sports
La commune compte plusieurs associations sportives :
- Janneyrias Gym-Fit, qui organise des cours, entre autres, de zumba, gymnastique et yoga
- Janneyrias Aventure Nature, qui organise des sorties au ski
- Janneyrias Tennis de Table
- l'Union Sportive Villetoise Janneyrias, résultant de la fusion des clubs de football de Janneyrias et de Villette d'Anthon[38]
- Centre de Formation Bouliste Dauphiné-Lyonnais, club de jeu de boules
- Amicale boule de Janneyrias, club de jeu de boules[39].
- Les Marcheurs du Mardi organisent des promenade sur le territoire de la commune tous les mardis matin[40].

### Médias et information publique

#### Presse régionale
Historiquement, le quotidien à grand tirage Le Dauphiné libéré consacre, chaque jour, y compris le dimanche, dans son édition du Nord-Isère, un ou plusieurs articles à l'actualité de la commune, de la communauté de communes, du canton, ainsi que des informations sur les éventuelles manifestations locales, les travaux routiers, et autres événements divers à caractère local.

#### Bulletin municipal
Un bulletin municipal est édité au minimum depuis le début des années 1980. Alors intitulé Bulletin municipal, son titre est devenu Le Janneysien au milieu des années 2000, avant de redevenir Bulletin Municipal au milieu des années 2010. Une gazette de 4 pages, La P'tite Gazette Janneyssienne, est également éditée régulièrement et consultable sur internet.

#### Site internet
La commune dispose actuellement d'un site internet géré par la municipalité,.
Il propose principalement des informations municipales et locales et les outils pratiques facilitant les démarches administratives.
Ce site comprend aussi un forum internet intitulé Tribune. À ce jour aucune contribution n'est publiée.

### Cultes

#### Culte catholique
L'église de Janneyrias (propriété de la commune) dépend de la paroisse Sainte-Blandine de Bourbre dépendant du diocèse de Grenoble.

### Culture
- L'association Mémoires Janneysiennes regroupe les amateurs d'histoire locale. Elle a actuellement comme projet de recueillir, de dupliquer et d'exposer les photographies anciennes de la commune, pour permettre de créer une base iconographique[49].
- Créa'TRAL est une association proposant des cours de théâtre adulte et enfants[50].

## Économie

### Revenus de la population et fiscalité
En 2010, le revenu fiscal médian par ménage était de 38 511 €, ce qui plaçait Janneyrias au 3 390e rang parmi les 31 525 communes de plus de 39 ménages en métropole.

### Emploi
En 2009, la population âgée de 15 à 64 ans s'élevait à 1 011 personnes, parmi lesquelles on comptait 79,6 % d'actifs dont 72,9 % ayant un emploi et 6,7 % de chômeurs.
On comptait 196 emplois dans la commune, contre 145 en 1999. Le nombre d'actifs ayant un emploi résidant dans la commune étant de 741, l'indicateur de concentration d'emploi est de 26,5 %, ce qui signifie que la commune offre approximativement un peu moins d'un emploi pour quatre Janneysiens actifs.

### Entreprises et commerces
Au 31 décembre 2010, Janneyrias comptait 92 établissements : dix dans l'agriculture-sylviculture-pêche, dix dans l'industrie, quinze dans la construction, quarante-neuf dans le commerce-transports-services divers et huit étaient relatifs au secteur administratif.
En 2011, quatorze entreprises ont été créées à Janneyrias dont sept par des auto-entrepreneurs.
Un marché d'après-midi s'est tenu tous les vendredis.

## Culture locale et patrimoine

### Lieux et monuments

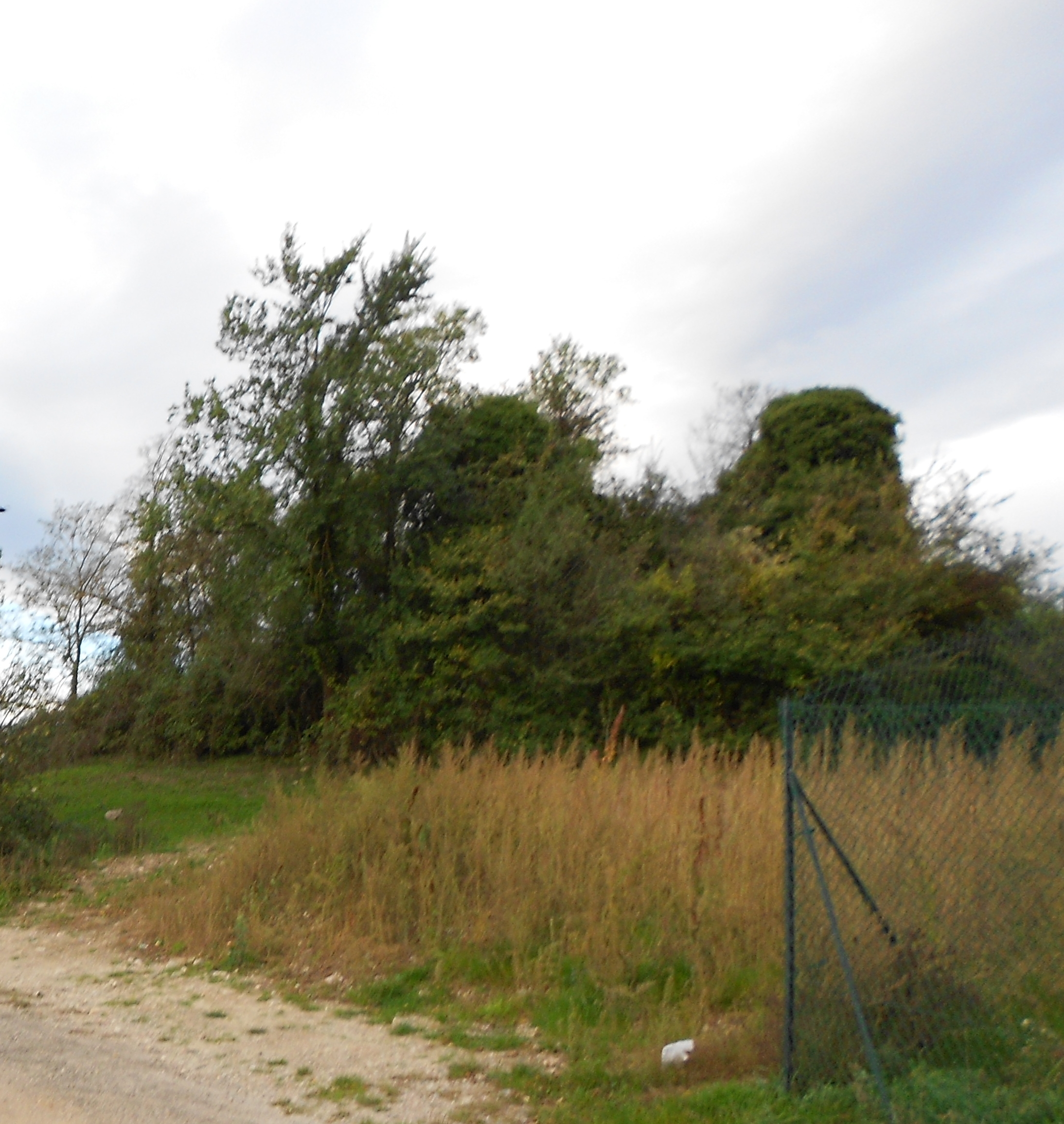
Ruines du donjon du castrum de Malatrait

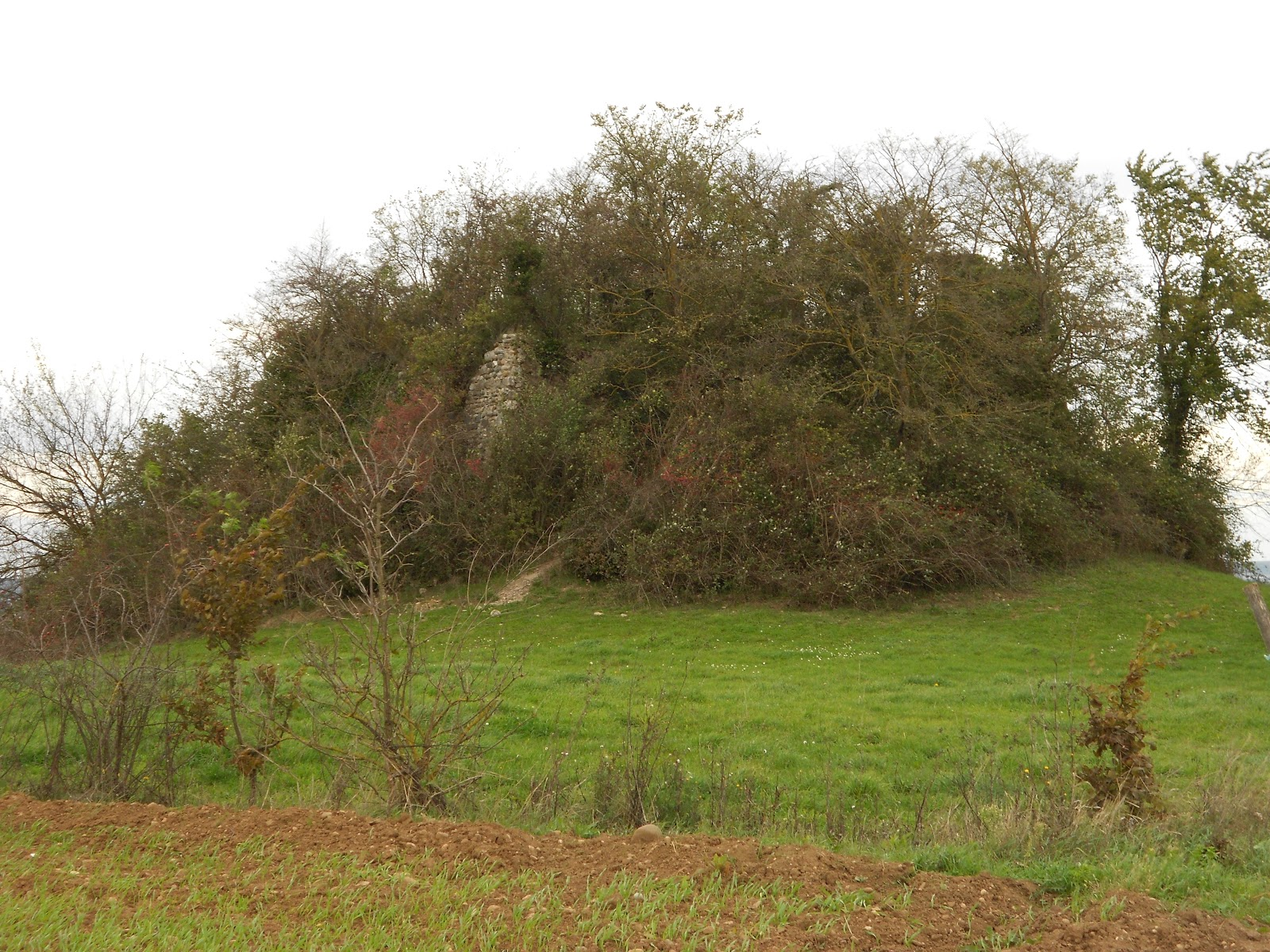
À nouveau les ruines de Malatrait, en début d'après-midi, novembre 2012

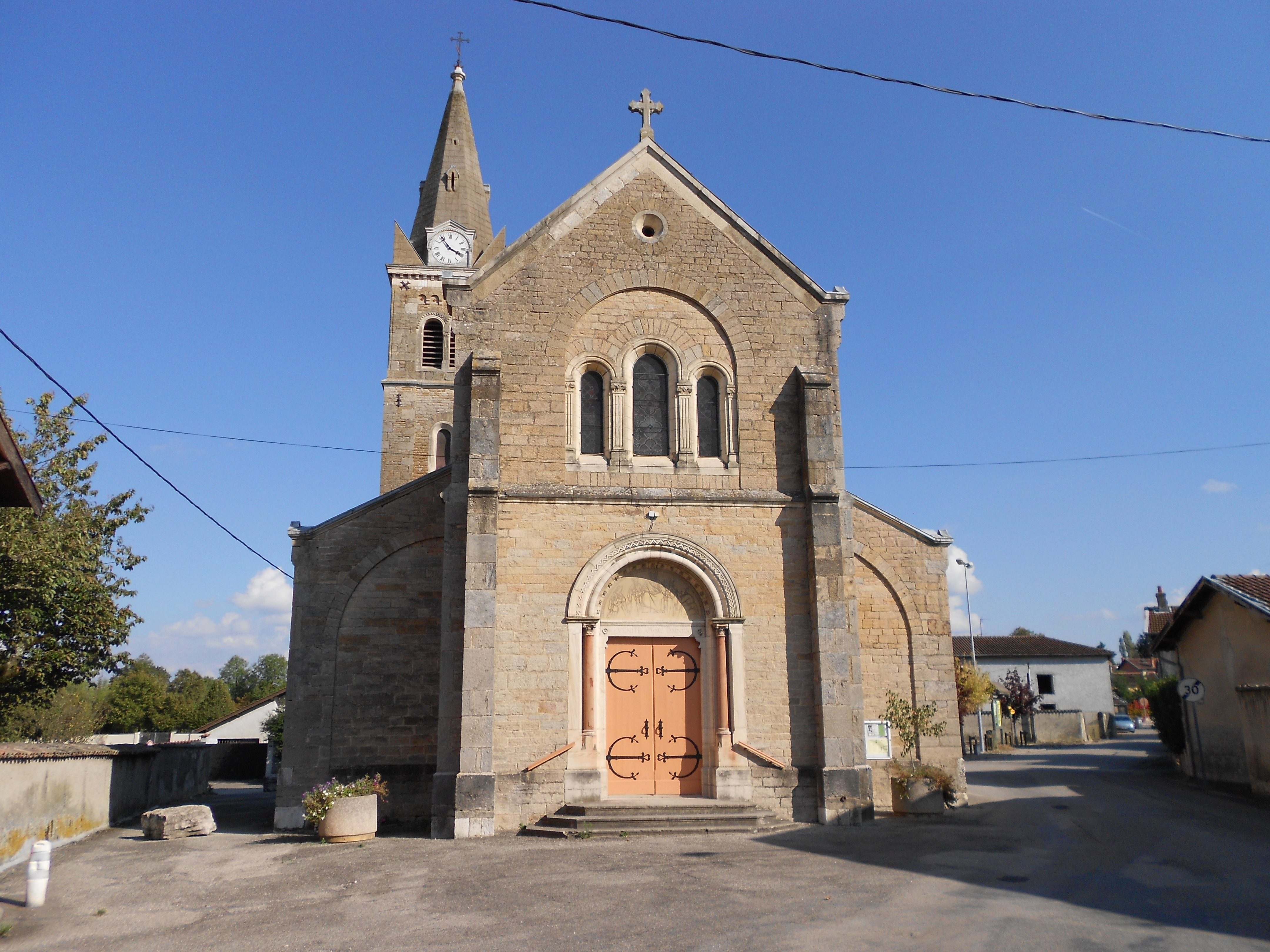
Le porche de l'église

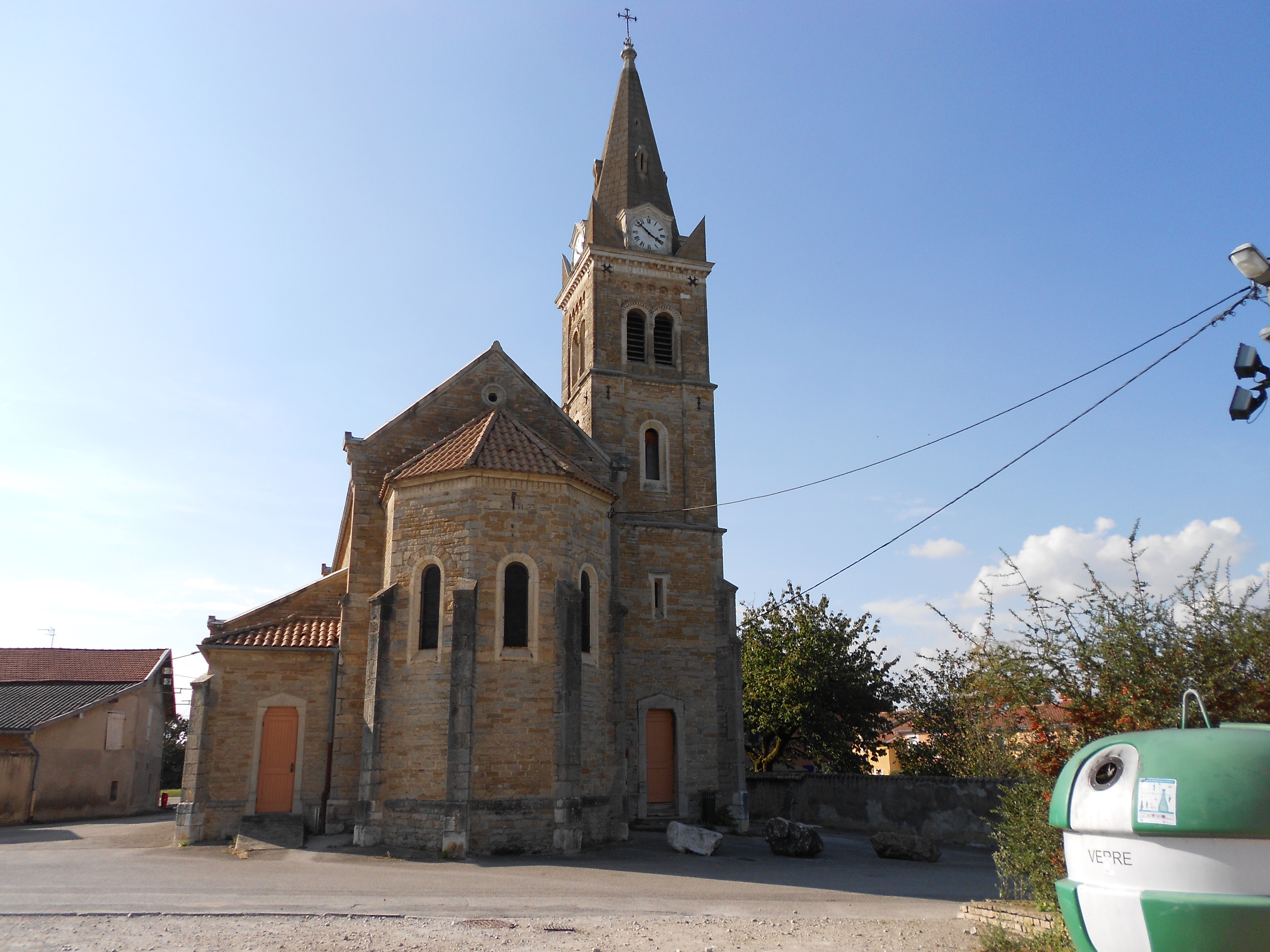
Le clocher de l'église vu depuis sa place

- Vestiges du donjon sur motte de Malatrait, du XIIe siècle, là où il y avait une maison forte ou un château fort[57],[58],[59],[60].
- Église de style roman réalisée par Jean-Amédée Savoye[61].
- Chapelle ancienne de Saint-Ours.
- La bataille d'Anthon a donné le nom à deux lieux-dits : les Burlanchères et la Batterie[58].
- Les plans d'eau de Saloniques, anciennes gravières[62].

Lieux et monuments disparus
- Le château de Janeyriat, indiqué sur la carte de Cassini du XVIIIe siècle est à l'origine du nom du Chemin du château encore présent à Janneyrias. Aujourd'hui le château de Janeyriat semble avoir disparu, mais d'après Philippe Gaillard il fut parmi les principales sites de la bataille d'Anthon[63].
- Le lieu-dit des Burlanchères est indiqué par la carte de Cassini du XVIIIe siècle comme "la Bouladière". À l'époque de la bataille d'Anthon il se trouvait une ferme[64], une maison forte ou le château des Burlanchères[57]. Au XIXe siècle on ne parle plus de château mais de "rocailles" au domaine des Burlanchères, tandis que le château de Malatrait est toujours cité[65],[66]. Le site est une propriété qui ne se visite pas.
- Au lieu-dit du Montanet se trouve une pierre à cupules visible sur le bord du chemin[57].
- Guy Allard indique l'existence de la maison forte d'Uray, aujourd'hui disparue[57].

### Personnalités liées à la commune
- Joannes Bayle (d) , né le 23 mai 1877 à Montbrison, Joannes Bayle fut maire du village dans les années 1930. Ancien officier, combattant de la Grande Guerre. Il reprit l'usine de Sparterie de Janneyrias le 1er janvier 1919, ce qui permit au village de maintenir son activité industrielle. En effet, l'usine (établissements Roux) s'était arrêtée à cause de la guerre et n'avait pu redémarrer fin 1918. L'usine ferma ses portes en 1955 et fut vendue dans les années soixante à un neveu de M. Berliet pour la fabrication de queues de casseroles en ébonite. Ensuite, elle sera réemployée à diverses activités, dont la fabrication d'emballages de luxe et la réparation d'imprimantes industrielles. Les locaux sont aujourd'hui destinés à la location d'espace de stockage. Il meurt le 27 mai 1962 à Lyon. (Source: Connaissances familiales du fils et petit-fils de M Bayle)
- Marius Vettard (1883 - 1975), chef cuisinier[67], entre autres fondateur de l'association Les Toques Blanches Lyonnaises, est né dans la commune où une place porte son nom.

### Héraldique
| Blason de Janneyrias | Les armoiries de Janneyrias se blasonnent ainsi : d'argent à l'épi de blé soutenu de deux clefs renversées passées en sautoir, les anneaux en losange, le tout d'or à dextre, au dauphin d'azur crêté, barbé, loré, peautré et oreillé de gueules à senestre, à la motte alésée de sinople sommée d'un pan de mur en ruine de sable en abîme, à la branche de ronce aussi d'or brochant sur la motte. |

## Pour approfondir